# Периферија Западна Грчка
Периферија Западна Грчка (грч.  / Peripheria Ditikis Ellados) је једна од 13 периферија у Грчкој. Смештена је на западном делу Грчке. Управно седиште периферије и њен највећи град је Патрас.

## Положај и управна подела периферије
Положај: Периферија Западна Грчка се граничи се са:
- север: периферија Западна Епир,
- североисток: периферија Тесалија,
- исток: периферија Средишња Грчка,
- југ: Пелопонез,
- запад: Јонско море и периферија Јонска острва.

Подела: Периферија је подељена на 3 округа:
1. Ахаја
2. Етолија-Акарнанија
3. Илија

Даља подела на општине изгледа према таблици:

## Географија
Рељеф: Западна Грчка је махом планинска област, која покрива површину 11.350 km2 у западном делу Грчке. Подручје је подељено на северни део (округ Етолија-Акарнанија), који је део копнене Грчке и јужни део (окрузи Ахаја и Илија), који је део Пелопонеског полуострва. Дате делове раздваја Коринтски залив Јонског мора. На крајњем северу налазе се најјужније планине из планинског ланца Пинда, док се на северном Пелопонезу издижу планине Панаико и Еримантос. У приобаљу постоји неколико мањих приобалних равница. Периферија нема значајнијих острва.
Клима: У приобалном делу клима је изразито средоземна, даље од мора она прелази у оштрији облик.
Воде: Покрајина Западна Грчка западном обалом излази на југоисточну део Јонског мора. дато море дубоко усађеним Коринтским заливом полови периферију. Значајнијих водотока на копну нема. У области Етолије-Акарнаније се налази највеће природно језеро у држави, Трихонида.

## Историја
Западну Грчку населили су древни Грци још у време праисторије (око 1200. п. н. е.). Током раздобља старе Грчке овде је постојао низ полиса, који су у класично време били вазали Спарте, а касније и Коринта. 146. године п. н. е. острва, као и већи део Грчке, потпада под власт Римљана. У време Римљана и, касније, Византије острва вековима остају без значајних дешавања и преврата.
Од краја 11. века Јонска острва почињу нападати прво Сарацени, а потом и Нормани и Млечани. Млетачка република осваја већи део данашње периферије 1204. године. Међутим, у 14. и 15. веку Византија под Палеолозима је повратила већи део Пелопонеза, па се чак овде јавио и процват културе на крају битисања ове древне царевине. Млечани су поново освојили значајан део области током 15. века, али су је потом преотели Турци Османлије, који владају овим простором око 300 година.
1821. године на Пелопонезу избија Грчки устанак, који ће осам година касније довести до стварања савремене грчке државе. Простор Етолије-Акарнаније је придодат већ 1832. године. Током касног 19. и 20. века дато подручје није страдало превише ратовима, али су много већу штету наносили чести земљотреси и велики шумски пожари. Сходно томе до пре пар деценија подручје је било изразито исељеничко, али се са јачањем привреде ово спречило.

## Становништво
У периферији Западна Грчка живи око 750.000 становника (процена 2010. године). Густина насељености је осредња (око 66 ст./km2), што је осетно мање од државног просека (око 80 ст./km2). Последњих година број становника стагнира. Приобални део је много боље насељен него унутрашњост, која је у одређеним деловима готово пуста.
Највећи број становника чине етнички Грци. Последњих деценија по већим градовима се населио и мањи број усељеника из свих делова света.

## Привреда
Са привредног становишта Западна Грчка је привредно средње развијена област за ниво Грчке. У привреди предњаче већи градови, седишта округа. Град Патрас је најважније привредно средиште са великом луком и бројним погонима индустрије. У осталим градовима доминира лака индустрија.
Због повољних природних услова, земљорадња је развијена у приобалним равницама (посебно округ Илија). Преовлађују средоземне културе (агруми, маслина).
Туризам је последњих деценија постао веома важна привредна грана, али туристичка одредишта још увек нису довољно препознатљива на ширем нивоу.